# Cchaj Čchi
Cchaj Čchi (čínsky pchin-jinem Cài Qí, znaky 蔡奇; * 5. prosince 1955 Jung-an) je vrcholný čínský politik, od října 2022 výkonný tajemník sekretariátu ústředního výboru Komunistické strany Číny a člen stálého výboru politbyra ústředního výboru Komunistické strany Číny, nejužšího stranického vedení, a od března 2023 vedoucí Hlavní kanceláře ústředního výboru Komunistické strany Číny a vedoucí Kanceláře generálního tajemníka Komunistické strany Číny.
Předtím řídil pekingský městský výbor KS Číny (2017–2022) a byl starostou Pekingu (2016–2017). Členem ústředního výboru KS Číny je od roku 2017. Pochází z východočínské provincie Fu-ťien, kde pracoval jako stranický a státní funkcionář na prefekturní a provinční úrovni, poté v letech 1999–2014 působil v provincii Če-ťiang, naposledy jako zástupce guvernéra provincie. Roku 2014 byl přeložen do Pekingu, pracoval v úřadu ústřední komise pro národní bezpečnost KS Číny (2014–2016).

## Život

### Mládí a vzdělání
Cchaj Čchi se narodil 5. prosince 1955 v Jung-anu, v prefektuře San-ming, ve východočínské provincii Fu-ťien. Jeho patrilineární rodinný původ se váže k okresu Jou-si v totéž prefektuře, přičemž Jou-si někdy bývá nesprávně udáváno jako jeho rodiště. V letech 1973–1975, během Kulturní revoluce, byl jako příslušník tzv. „vzdělané mládeže“ vyslán pracovat na venkov v komuně Si-jang v rodném Jung-anu.
Roku 1975 byl doporučen k vysokoškolskému vzdělání jako „student z řad dělníků, rolníků a vojáků“, načež zahájil studium na katedře politické výchovy Fuťienské pedagogické univerzity. V srpnu 1975 se stal členem Komunistické strany Číny. Po absolvování bakalářského studia v roce 1978 Cchaj Čchi zůstal na univerzitě a v letech 1978–1983 pracoval jako úředník v kanceláři univerzitního stranického výboru.

### Kariéra v provinciích

#### Fu-ťien
V roce 1983 začal pracovat jako úředník v Hlavní kanceláři fuťienského provinčního výboru KS Číny, roku 1985 se stal zástupcem vedoucího oddělení pro všeobecné záležitosti Hlavní kanceláře. V březnu 1986, v důsledku aféry padělaných léků v Ťin-ťiangu, rezignoval tehdejší stranický tajemník provincie Fu-ťien Siang Nan, načež jej ve funkci nahradil Čchen Kuang-i. Přibližně o rok později se Cchaj Čchi stal Čchen Kuang-iho osobním důvěrným sekretářem, tzv. mi-šu, hodnostně na úrovni vedoucího oddělení; na této pozici setrval do roku 1991.
Následně ve fuťienském provinčním stranickém výboru působil jako zástupce vedoucího Kanceláře pro politickou reformu (1991–1992), zástupce vedoucího Kanceláře pro budování strany (1992–1993), a nakonec v letech 1993–1996 jako zástupce vedoucího Hlavní kanceláře fuťienského provinčního výboru KS Číny.
Do první významnější politické funkce byl Cchaj Čchi jmenován roku 1994, kdy se stal zástupcem stranického tajemníka San-mingu, města, resp. městské prefektury na západě provincie Fu-ťien. Roku 1997 se současně stal také starostou města, přičemž v obou funkcích setrval do roku 1999.

#### Če-ťiang
V předvečer nového milénia se Chaj Čchi přesunul do nového působiště v sousední provincii Če-ťiang. Roku 1999 byl jmenován zástupcem stranického tajemníka města, resp. městské prefektury Čchü-čou a zvolen jeho starostou. V těchto postech setrval do roku 2002, kdy byl povýšen a jmenován stranickým tajemníkem Čchü-čou, jímž byl poté do roku 2004. Od dubna 2002 byl po zbytek svého dalšího působení v Če-ťiangu také členem čeťiangského provinčního výboru KS Číny. Následně v letech 2004–2007 zastával post stranického tajemníka města, resp. městské prefektury Tchaj-čou.
V lednu 2007 opustil stranické vedení Tchaj-čou a byl jmenován zástupcem stranického tajemníka Chang-čou, hlavního města provincie Če-ťiang. Následně také stanul v čele městské exekutivy; 13. dubna 2007 jej changčouské městské shromáždění lidových zástupců zvolilo starostou. Cchaj Čchi se mimo jiné stal prvním starostou Chang-čou od dob Kulturní revoluce, který nepocházel z Če-ťiangu. Ve funkci starosty setrval do července 2010.
21. ledna 2010 byl jmenován členem stálého výboru čeťiangského provinčního výboru KS Číny, a následně v letech 2010–2013 zastával post vedoucího organizačního oddělení čeťiangského provinčního výboru KS Číny. 22. listopadu 2013 byl jmenován viceguvernérem provincie Če-ťiang, ve funkci setrval do 27. března 2014.

### Působení v Pekingu
V březnu 2014 byl Cchaj přeložen do Pekingu, kde pracoval jako zástupce ředitele úřadu ústřední komise pro národní bezpečnost KS Číny, nově zřízeného orgánu vedeného generálním tajemníkem ÚV KS Číny Si Ťin-pchingem. Vzhledem k jeho pracovním zkušenostem v Če-ťiangu a jeho povýšení do centrálních úřadů v Pekingu byl Cchaj Čchi v médiích počítán mezi úředníky a politiky z Če-ťiangu, kteří si získali důvěru a podporu Si Ťin-pchinga, nazývaní „Nová čeťiangská armáda“.
V říjnu 2016 byl Cchaj Čchi jmenován úřadujícím starostou Pekingu, kde nahradil Wang An-šuna, později byl v lednu 2017 zvolen starostou Pekingu městským lidovým shromážděním. Byl také zvolen zástupcem tajemníka pekingského městského výboru KS Číny. V květnu 2017 byl zvolen tajemníkem pekingského městského výboru KS Číny. Jeho volba porušila téměř všechny konvence politické tradice po kulturní revoluci; nebyl členem ani náhradníkem ústředního výboru a ujal se funkce, která by za normálních okolností odpovídala členství v politbyru. Na závěr XIX. sjezdu KS Číny v říjnu 2017 byl zvolen členem ústředního výboru a vzápětí ústředním výborem zvolen členem politbyra.
Během svého působení v Pekingu podporoval ekologický rozvoj, zejména ochranu životního prostředí. Věnoval se také otázkám národní bezpečnosti, zejména kybernetické bezpečnosti. Spory vyvolala jeho politika cílená na vystěhování nelegálních migrantů z Pekingu. Jako tajemník pekingské strany byl zodpovědný za organizaci zimních olympijských a paralympijských her v Pekingu v roce 2022.

### Na nejvyšší úrovni
Na XX. sjezdu KS Číny v říjnu 2022 byl potvrzen v politbyru a zvolen i členem stálého výboru politbyra a tajemníkem sekretariátu, přičemž jako výkonný tajemník převzal řízení sekretariátu. V listopadu 2022 předal vedení stranické organizace v Pekingu Jin Li ovi. V březnu 2023 se stal ředitelem hlavní kanceláře ÚV KS Číny, ve funkci vystřídal Ting Süe-sianga; stal se tak prvním vedoucím hlavní kanceláře, který je zároveň členem stálého výboru politbyra od dob Wang Tung-singa koncem 70. let. Zaujal také funkci místopředsedy ústřední komise pro národní bezpečnost KS Číny.